# Žarana Papić
Žarana Papić (4 de julho de 1949 - 10 de setembro de 2002) foi uma antropóloga social e teórica feminista da Sérvia.

## Vida
Žarana Papić nasceu em Sarajevo, na Iugoslávia, no dia 4 de julho de 1949, e sua família se mudou para Belgrado em 1955. Ela obteve seu diploma de bacharel em sociologia pela Universidade de Belgrado em 1974 e recebeu seu diploma de mestrado doze anos depois pela mesma instituição. Papić foi nomeada professora de antropologia social na universidade em 1989 e recebeu seu Ph.D. lá em 1995. Ela morreu inesperadamente em Belgrado em 10 de setembro de 2002.

## Atividades
Como ativista estudantil, Papić foi apresentada à teoria feminista na Conferência da Associação Sociológica Croata em 1976 e depois participou do primeiro curso de Estudos da Mulher no Centro Inter-Universitário de Dubrovnik, na Croácia. Ela começou a publicar artigos sobre questões femininas em 1977 e ajudou a organizar a primeira conferência feminista internacional na Europa Oriental sob o título de Camaradas — a questão da mulher, uma nova abordagem? (Drug/ca žensko pitanje, novi pristup?) em outubro de 1978 em Belgrado. Este foi um "momento chave no feminismo iugoslavo", pois apresentou o novo movimento feminista e a teoria feminista por meio de palestras de feministas proeminentes de toda a Europa.
Papić, com Lydia Sklevicky, co-editou o primeiro livro de antropologia feminista na Iugoslávia em 1983, intitulado Rumo a uma antropologia da mulher (Antropologija žene), e sua tese de mestrado foi publicada em 1989 como Sociologia e feminismo (Sociologia i feminizam). Sua tese de doutorado foi publicada em 1997 como Genero e Cultura: Corpo e Conhecimento na Antropologia Contemporanea (Polnost i kultura: telo i znanje u savremenoj antropologiji ).